# Misanthrope (film)
Pour les articles homonymes, voir Misanthrope (homonymie).
Pour plus de détails, voir Fiche technique et Distribution.
Misanthrope ou Chasse au tueur au Québec (To Catch a Killer) est un film américain réalisé par Damián Szifrón et sorti en 2023. Il met en vedette Shailene Woodley, Ben Mendelsohn, Jovan Adepo et Ralph Ineson dans les rôles principaux.
Le film marque les débuts en langue anglaise du cinéaste argentin Damián Szifrón. Il reçoit des critiques globalement mitigées dans la presse et ne rencontre pas de succès au box-office.

## Synopsis
Jeune patrouilleuse de la police de Baltimore, Eleanor Falco se retrouve un soir sur l'une des scènes d'une tuerie de masse dans un immeuble perpétrée par un sniper qui fait près d'une trentaine de victimes. Son profil atypique séduit Geoffrey Lammark, agent fédéral chargé de cette enquête très médiatisée. Eleanor est donc recrutée comme agent de liaison entre la police et le FBI. Malgré son inexpérience, Lammark pense qu'elle pourrait aider à la traque du tueur en série malgré le manque de pistes solides découvertes au cours de l'enquête. De plus, le meurtrier semble avoir un modus operandi imprévisible et très changeant.
Eleanor collabore donc étroitement avec Geoffrey Lammark et l'agent Mackenzie. Cependant, leur travail est perturbé par les interférences de la hiérarchie, des politiques et des médias. De plus, Lammark découvre l'instabilité psychologique d'Eleanor, addict aux médicaments, antisociale et qui avait été recalée de l'Académie du FBI huit ans plus tôt. Alors que l'enquête piétine, Eleanor va utiliser ses propres troubles pour tenter de comprendre l'esprit torturé du criminel.

## Fiche technique
Sauf indication contraire, les informations mentionnées dans cette section peuvent être confirmées par la base de données cinématographiques IMDb,  présente dans la section « Liens externes ».
- Titre original : To Catch a Killer
- Titre français : Misanthrope
- Titre québécois : Chasse au tueur
- Réalisation : Damián Szifrón
- Scénario : Damián Szifrón et Jonathan Wakeham
- Musique : Carter Burwell
- Direction artistique : David Pelletier
- Décors : Jason Kisvarday
- Costumes : Aieisha Li
- Photographie : Javier Juliá (es)
- Montage : Damián Szifrón
- Production :  Stuart Manashil, Aaron Ryder et Shailene Woodley (producteurs) ; Glen Basner, Alison Cohen, Russell Geyser, Jane Oster Sinisi, Clay Pecorin, Milan Popelka et Russ Posternak (producteurs délégués)
- Coproducteur: Paul Barbeau
- Sociétés de production : FilmNation Entertainment et RainMaker Films
- Sociétés de distribution : Metropolitan Filmexport (France), Vertical Entertainment (États-Unis)
- Budget : n/a
- Pays de production :  États-Unis
- Langue originale : anglais
- Format : couleur
- Genre : thriller, policier, action
- Durée : 119 minutes
- Dates de sortie[3] :
  - États-Unis : 21 avril 2023 (sortie limitée)
  - France : 26 avril 2023
- Classification[4],[5] :
  - États-Unis : R
  - France : tous publics

## Distribution
- Shailene Woodley (VF : Jessica Monceau ; VQ : Catherine Brunet) : Eleanor Falco
- Ben Mendelsohn (VFB : Franck Dacquin ; VQ : Frédéric Desager) : l'agent Geoffrey Lammark
- Jovan Adepo (VFB : Nicolas Matthys ; VQ : Patrick Emmanuel Abellard) : l'agent fédéral Jack McKenzie
- Ralph Ineson (VFB : Steve Driesen ; VQ : Louis-Philippe Dandenault) : Dean Possey
- Rosemary Dunsmore (VFB : Fabienne Loriaux ; VQ : Claudine Chatel) : Mme Possey
- Michael Cram (VFB : Michelangelo Marchese) : Gavin
- Jason Cavalier (VFB : Philippe Allard) : Marquand
- Mark Camacho (VFB : Jean-Marc Delhausse) : le chef Karl Jackson
- Richard Zeman (VFB : Michel Hinderyckx ; VQ : Pierre Auger) : Frank Graber
- Frank Schorpion (VFB : Martin Spinhayer) : Nathan Bowen

Version française dirigée par Déborah Perret et Laurent Vernin chez Dubbing Brothers, d'après une adaptation des dialogues également signée Déborah Perret.[réf. nécessaire]

## Production

### Attribution des rôles
En mai 2019, Shailene Woodley rejoint le film, avec Damián Szifrón à la réalisation d'après un scénario que ce dernier a coécrit avec Jonathan Wakeham. Shailene Woodley officie également comme productrice. En octobre 2019, Mark Strong est annoncé en négociations pour un rôle. En décembre 2020, Ben Mendelsohn rejoint officiellement la distribution. En janvier 2021, Jovan Adepo est également annoncé, suivi de Ralph Ineson en mars 2021.

### Tournage
Le tournage débute en janvier 2021 à Montréal et s'achève en mars,,.

## Accueil

### Accueil critique
Sur l'agrégateur de critiques Rotten Tomatoes, 50 % des 58 critiques sont positives, avec une note moyenne de 5,6/10. Sur Metacritic, il obtient une note moyenne de 44⁄100 pour 10 critiques.
Sur le site Allociné, qui recense 23 critiques de presse, le film obtient la note moyenne de 3,7⁄5.

### Box-office
Pour son premier jour d'exploitation en France, Misanthrope réalise 10 515 entrées pour un total de 894 séances proposées. En comptant pour ce premier jour les avant-premières des autres longs métrages, le film se positionne en quatrième place du box-office des nouveautés pour sa journée de démarrage, derrière Quand tu seras grand (12 232) et devant Burning Days (10 071).
Au bout d’une première semaine d’exploitation dans les salles françaises, le long métrage totalise 100 146 entrées, pour une neuvième place au box-office hebdomadaire, derrière Je verrai toujours vos visages (110 071) et devant Suzume (94 275).
| Pays ou région | Box-office      | Date d'arrêt du box-office | Nombre de semaines |
| -------------- | --------------- | -------------------------- | ------------------ |
| France         | 198 398 entrées | 27 juin 2023               | 9                  |
| Total mondial  | 3 138 750 $     | -                          | -                  |